# Big Syke (album)
Albums de Big Syke
Street Commando
(2002) Volume 1
(2008)
Big Syke est le quatrième album studio de Big Syke, sorti le 22 octobre 2002.

## Liste des titres
| No  | Titre                                                                                      | Contient un (des) sample(s) de | Durée |
| --- | ------------------------------------------------------------------------------------------ | ------------------------------ | ----- |
| 1.  | Intro (Thug Life News)                                                                     |                                | 0:51  |
| 2.  | Black Ball (Produit par Thug Law)                                                          |                                | 4:05  |
| 3.  | Frontline (Push) (Produit par Mike Dean)                                                   |                                | 4:58  |
| 4.  | Come Over (featuring Nate Dogg – Produit par Mike Dean)                                    |                                | 3:41  |
| 5.  | Watcha Thought (Produit par Thug Law)                                                      |                                | 4:37  |
| 6.  | To Pac (featuring Thug Life – Produit par Thug Law)                                        |                                | 4:06  |
| 7.  | I Wonder Why (Produit par Thug Law)                                                        |                                | 4:29  |
| 8.  | All the Time                                                                               | Back and Forth de Cameo        | 4:38  |
| 9.  | My Ride (Produit par Mike Dean)                                                            |                                | 5:37  |
| 10. | P.L.P. (featuring Tyme – Produit par Thug Law)                                             |                                | 4:35  |
| 11. | Sick Thoughts (featuring Mopreme Shakur et Outlawz – Produit par Diplox Alley Productions) |                                | 4:29  |
| 12. | Street Commando (Produit par Mr. Lee)                                                      |                                | 3:33  |
| 13. | I'm Not Rushing (featuring Toyona Halloway – Produit par Mr. Muzic et Rhone Dog)           |                                | 4:36  |
| 14. | Stuck (Produit par Mr. Muzic et Rhone Dog)                                                 |                                | 4:25  |
| 15. | Something 2 Die 4 (featuring Total Chaos)                                                  |                                | 4:38  |